# Stade Atatürk d'Isparta
Pour les articles homonymes, voir Atatürk (homonymie).
Le stade Atatürk d'Isparta (en turc : Isparta Atatürk Şehir Stadyumu) est un stade de football situé à Isparta en Turquie.

## Histoire
Il est construit en 1950 et a  une capacité de 10 000 spectateurs. Il comprend également une piste d'athlétisme de 6 couloirs.
Les locaux du club d’Ispartaspor ainsi qu'une salle de musculation se situent sous la tribune principale.
Les locaux ont été ouverts par l’intermédiaire de la direction des sports et des jeunes qui a également construit à proximité un terrain de basket-ball et un stade d’entraînement gazonné depuis 1998.